# Darren Bundock
Darren Bundock, född den 21 mars 1971 i Gosford i Australien, är en australisk seglare.
Han tog OS-silver i tornado i samband med de olympiska seglingstävlingarna 2008 i Qingdao i Kina.